# Hero (singel Namie Amuro)
Hero – czterdziesty trzeci singel Namie Amuro. Został wydany 27 lipca 2016 roku, w wersji CD i CD+DVD.

## Lista utworów
CD
| 1. | Hero                                   | 5:37  |
|    |                                        |       |
| 2. | Show Me What You’ve Got                | 3:05  |
|    |                                        |       |
| 3. | Hero (instrumental)                    | 5:37  |
|    |                                        |       |
| 4. | Show Me What You’ve Got (instrumental) | 3:05  |
|    |                                        |       |
|    |                                        | 17:24 |
|    |                                        |       |
DVD
| 1. | Hero (Teledysk)                    |  |
|    |                                    |  |
| 2. | Show Me What You’ve Got (Teledysk) |  |
|    |                                    |  |

## Oricon
| Diagram                   | Pozycja |
| ------------------------- | ------- |
| Tygodniowy diagram Oricon | 6       |
| Miesięczny diagram Oricon | 20      |
| Roczny diagram Oricon     | 75      |

### Pozycje wykresu Oricon
Singel zajął 6. miejsce w cotygodniowym wykresie Oriconu oraz 75. miejsce w 2016 roku ze sprzedażą 72 169 sztuk. Ogólna sprzedaż wyniosła 80 739 egzemplarzy.

## Ciekawostki
Piosenka „Hero” była piosenką przewodnią dla japońskiego wstępu do Letnich Igrzysk Olimpijskich i Paraolimpijskich odbywających się w Rio de Janeiro. Singel zdobył złoty certyfikat RIAJ. Singiel był bardzo udany, głównie za pośrednictwem cyfrowego pobierania. „Hero” osiągnął 1. miejsce na wykresie RekoChoku chart, iTunes Store, music.jp, dwango, dmusic, Oricon Music Store, Amazon, mu-mo, my sound i MUSICO. 19 sierpnia 2016 r., została wydana płyta winylowa, zawierająca oba utwory.